# Madzsid Biskár
Madzsid Biskár (perzsául: مجید بیشکار; Horramsahr, 1956. augusztus 6. –) iráni válogatott labdarúgó.

## Pályafutása

### Klubcsapatban
Horramsahrban született. Pályafutását is szülővárosában kezdte a Rastakiz Horramsahr csapatában, majd azt követően 1978 és 1979 között a Sáhín Teherán együttesében játszott. A 70-es évek végén a tanulmányai miatt Indiába költözött és az East Bengal játékosa volt 1979 és 1981 között. 1982-ben a kalkuttai Mohammedan SC szerződtette, melynek színeiben 115 mérkőzésen 58 alkalommal volt eredményes. 1985 és 1986 között ismét az East Bengálban szerepelt. 1987-ben a Mohammedan színeiben fejezte be a pályafutását. 

### A válogatottban
1976 és 1978 között 2 alkalommal szerepelt az iráni válogatottban és 16 gólt szerzett. Részt vett az 1978-as világbajnokságon.